# Tulkörtsfly
Tulkörtsfly (Abrostola asclepiadis) är en fjärilsart som beskrevs av Ignaz Schiffermüller 1776. Tulkörtsfly ingår i släktet Abrostola och familjen nattflyn. Enligt den finländska rödlistan är arten nära hotad i Finland. Arten är reproducerande i Sverige. Artens livsmiljö är klippor och flyttblock. Inga underarter finns listade i Catalogue of Life.

## Bildgalleri

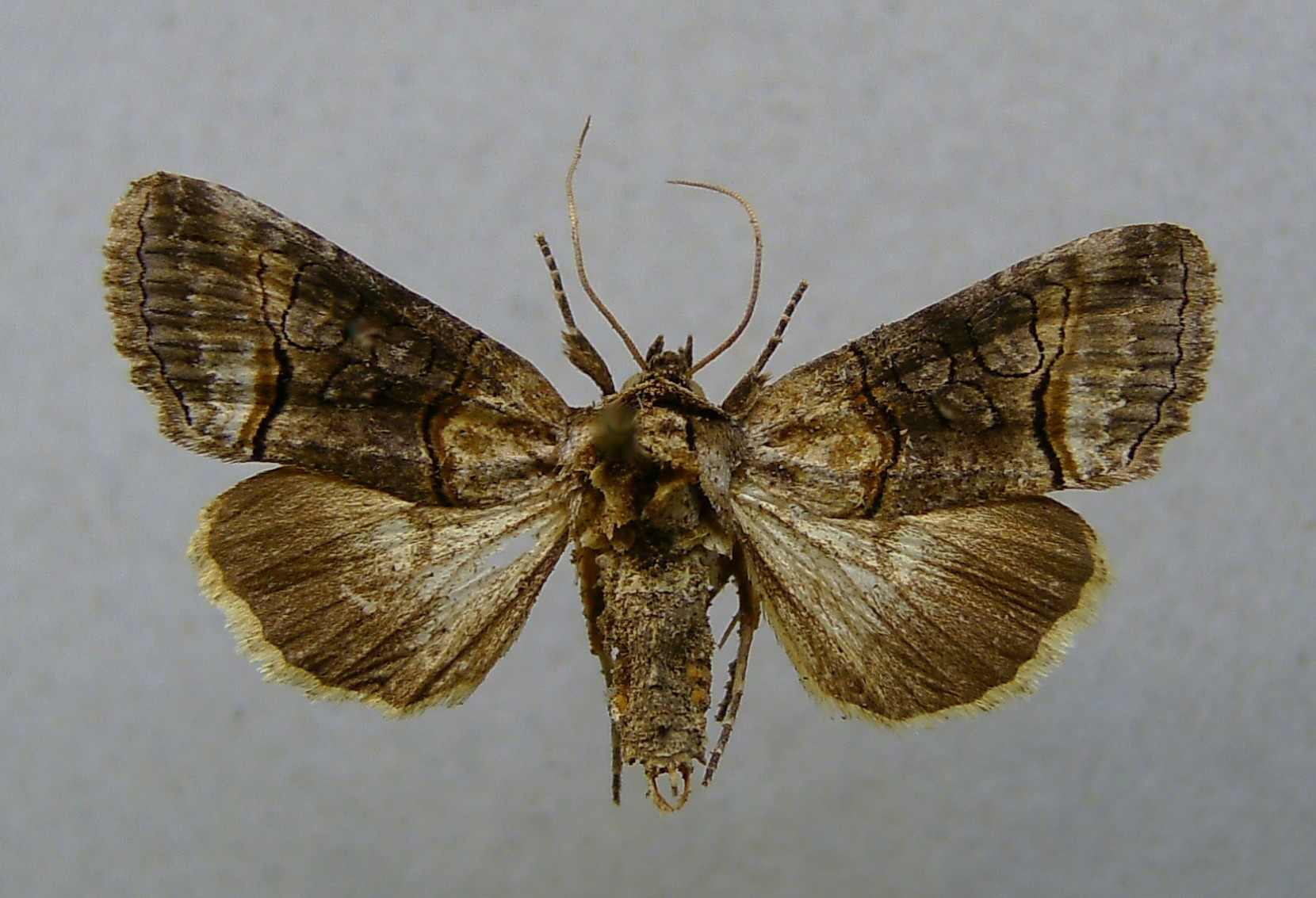